# 铜绿山古铜矿遗址
铜绿山古铜矿遗址，又作铜录山古铜矿遗址，是位于中国湖北省黄石市金湖街道铜绿山矿社区的一座古铜矿遗址。1982年被列为第二批全国重点文物保护单位，1994年被列入中国世界文化遗产预备清单，2001年被评为中国20世纪100项考古大发现之一。

## 历史背景

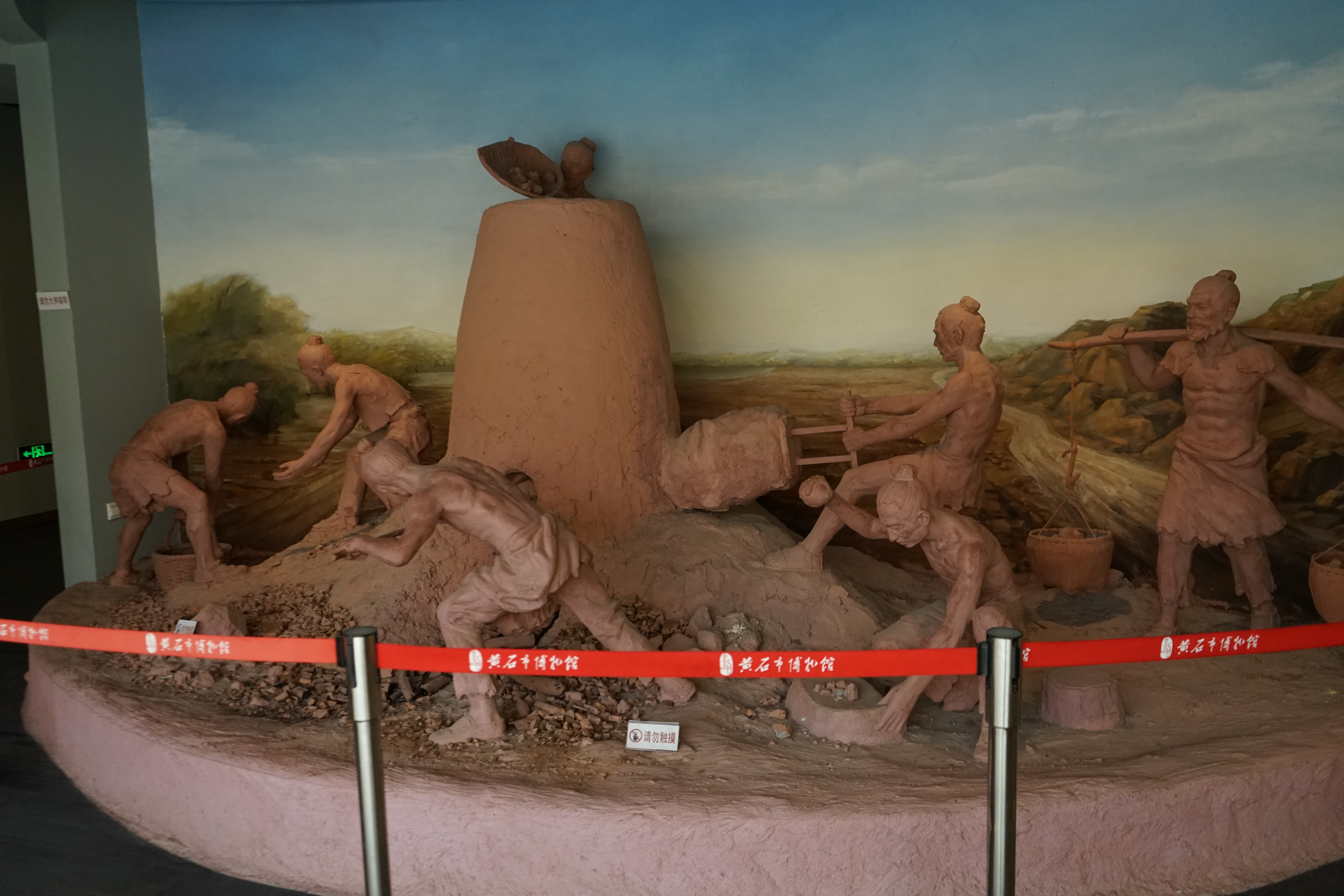
铜绿山铜矿冶炼场景，黄石市博物馆复原

### 黄石地区丰富的矿产资源
黄石地区矿产资源丰富，矿产采掘开发历史悠久。境内多处山头蕴藏有煤铁及多种有色金属资源。早期为铜矿，三国时期开始开采铁矿，至宋明时期境内采矿规模日益扩大。至近代，清政府及列强在黄石地区进行勘探并对资源进行了大规模、机械化的开采。为此亦在黄石境内设立了诸多厂矿，例如在铁山设立的大冶铁矿。:309中华人民共和国建国后至今，黄石一直是湖北省乃至全国重要的原材料工业基地。:3

### 铜绿山矿区的开采历史

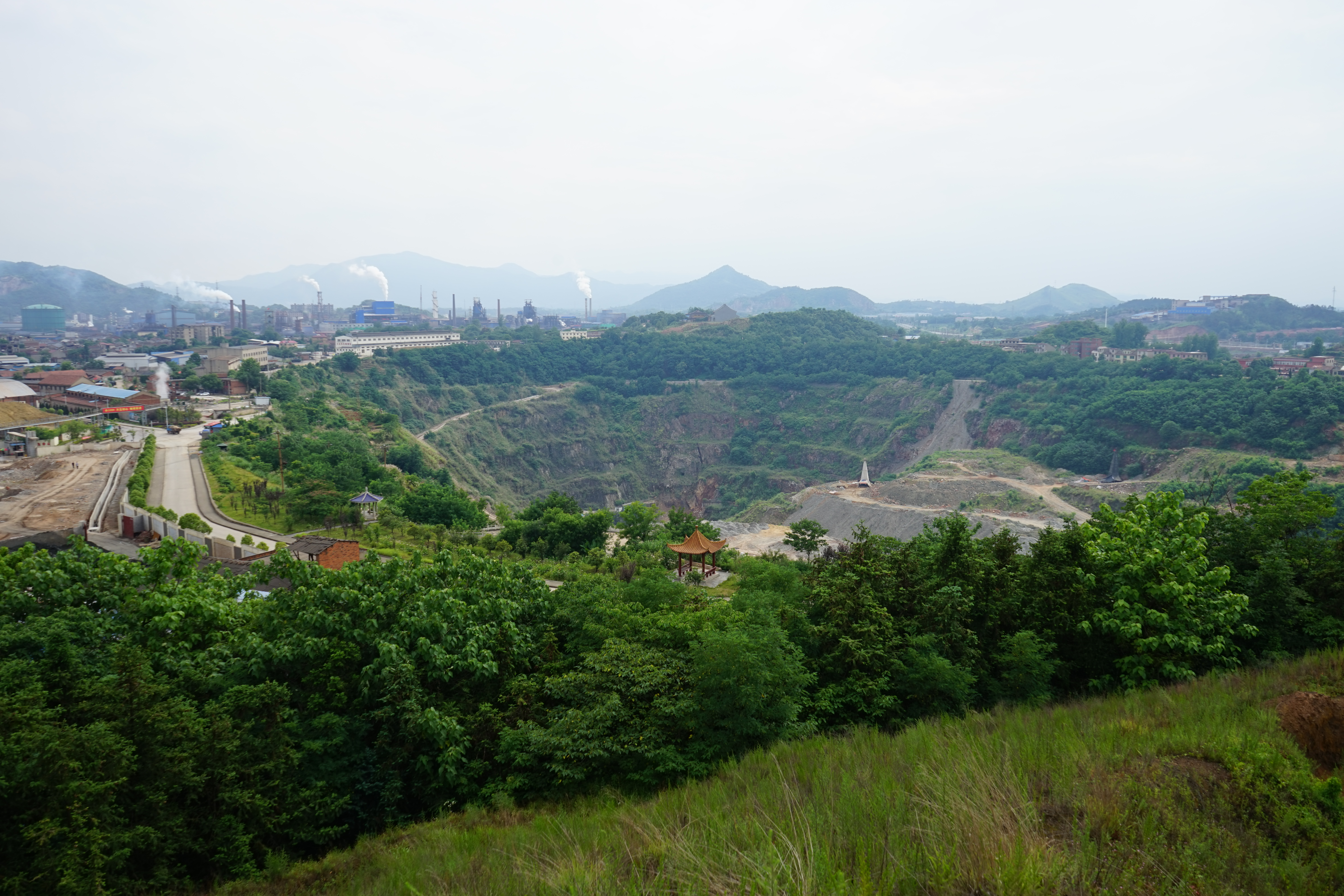
毗邻遗址公园的铜绿山露天矿坑，远处工厂为新冶特钢

铜绿山（又作铜录山），即“铜绿色的山丘”之意，雨后山上土石会有绿色铜锈出现，故名。铜绿山古铜矿遗址在发掘之前便有古人在此处开采的记载与传闻。经发掘后发现，矿区的铜铁开采可以追溯至商代时期，至春秋战国时期，开采活动已经具有了一定规模。此后历代都有在该地区的资源开采活动。:330
|                      | 铜绿山，在县西马叫堡，距城五里，山顶高平，巨石对峙。每骤雨过，时有铜绿如雪花小豆，点缀土石之上，故名。绵延数嶂，土色紫赤，皆官山也。或云古出铜之所，居民掘取铁子石，颇伤山骨。 |
| ————《同治大冶县志》 | |

1916年，湖北官矿公署曾在铜绿山地区设立大新铜矿以开采该矿区的铁及有色金属资源，然而随后一度陷入停滞。1959年9月，铜绿山设矿产公司决定重新开采矿区资源，后经多次改组，最终为冶金工业部大冶冶炼厂下属矿山之一。现今，大冶冶炼厂改组为大冶有色金属公司，矿区仍为其下辖矿山。:330

## 发现

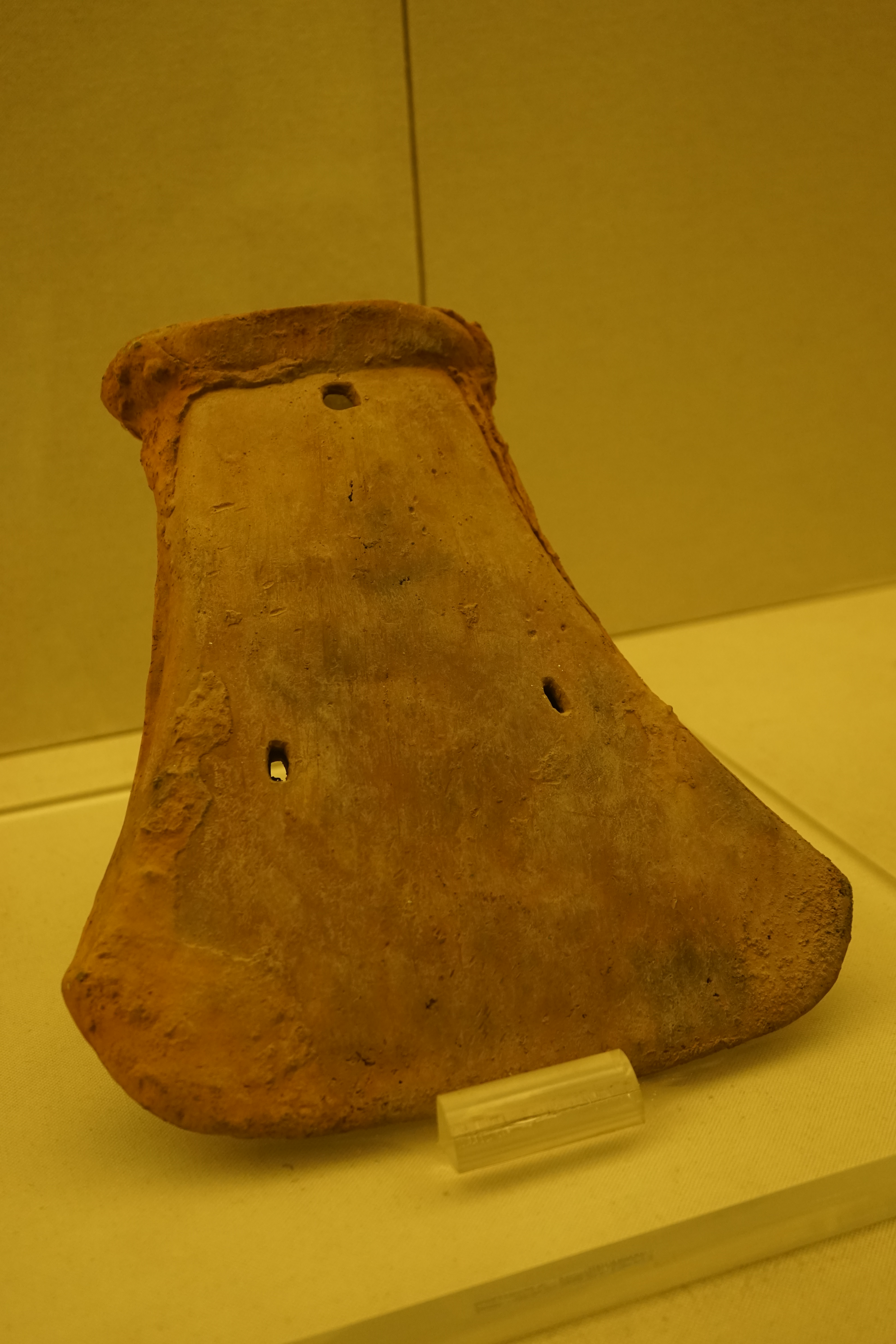
圆角方銎弧刃采矿大铜斧，黄石市博物馆藏

古铜矿有关的遗迹以及遗物在1965年左右重新勘探及开采的过程中便有发现。当时发现有漫山遍野的黑色片状炼渣，有的地方还成堆堆积，对其进行化验后发现含铁成分很高，但最终亦未能引起重视。20世纪70年代初，矿山露天采矿车间在剥离土石方过程中，挖掘出大量近乎碳化的井巷支护木架，然而当时的工人未能对其历史价值有所重视，将其拾回家用作柴火焚毁。
1973年，铜绿山矿工人在进行生产剥离作业时，发现了大量古矿井及炼渣，并在古代采矿井巷中先后发现铜斧等铜器及木槌、铲和陶器等物品，至此才引起重视。1973年11月，中国历史博物馆偕同湖北省博物馆工作者前往遗址现场调研，经过初期的分析，认定此为春秋战国时期一处大型采矿遗址，具有重要的历史、科学价值。1973年12月，湖北省博物馆向当时的湖北省文化局申请考古发掘。:1352

## 发掘

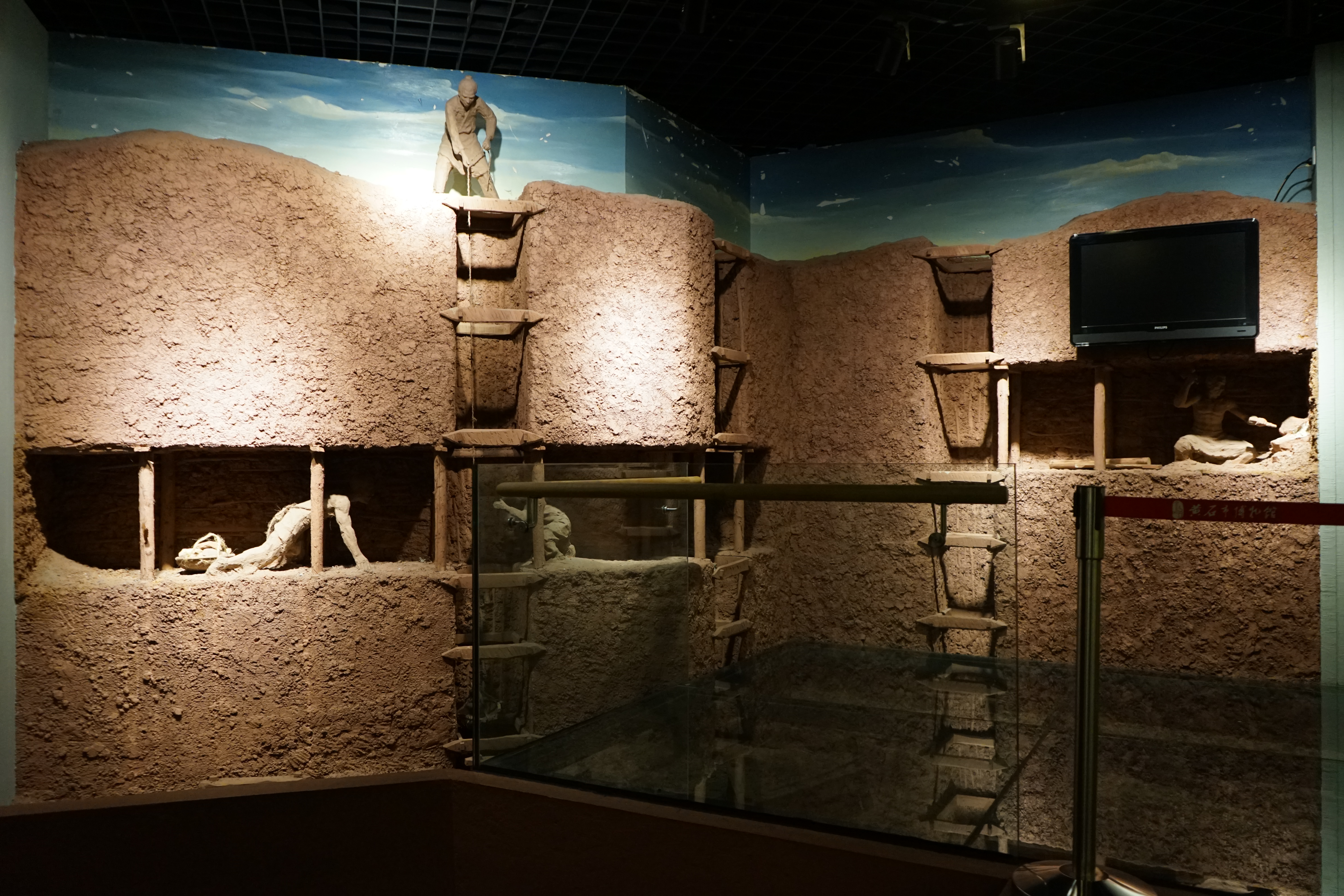
早期矿井生产活动场景，黄石市博物馆复原

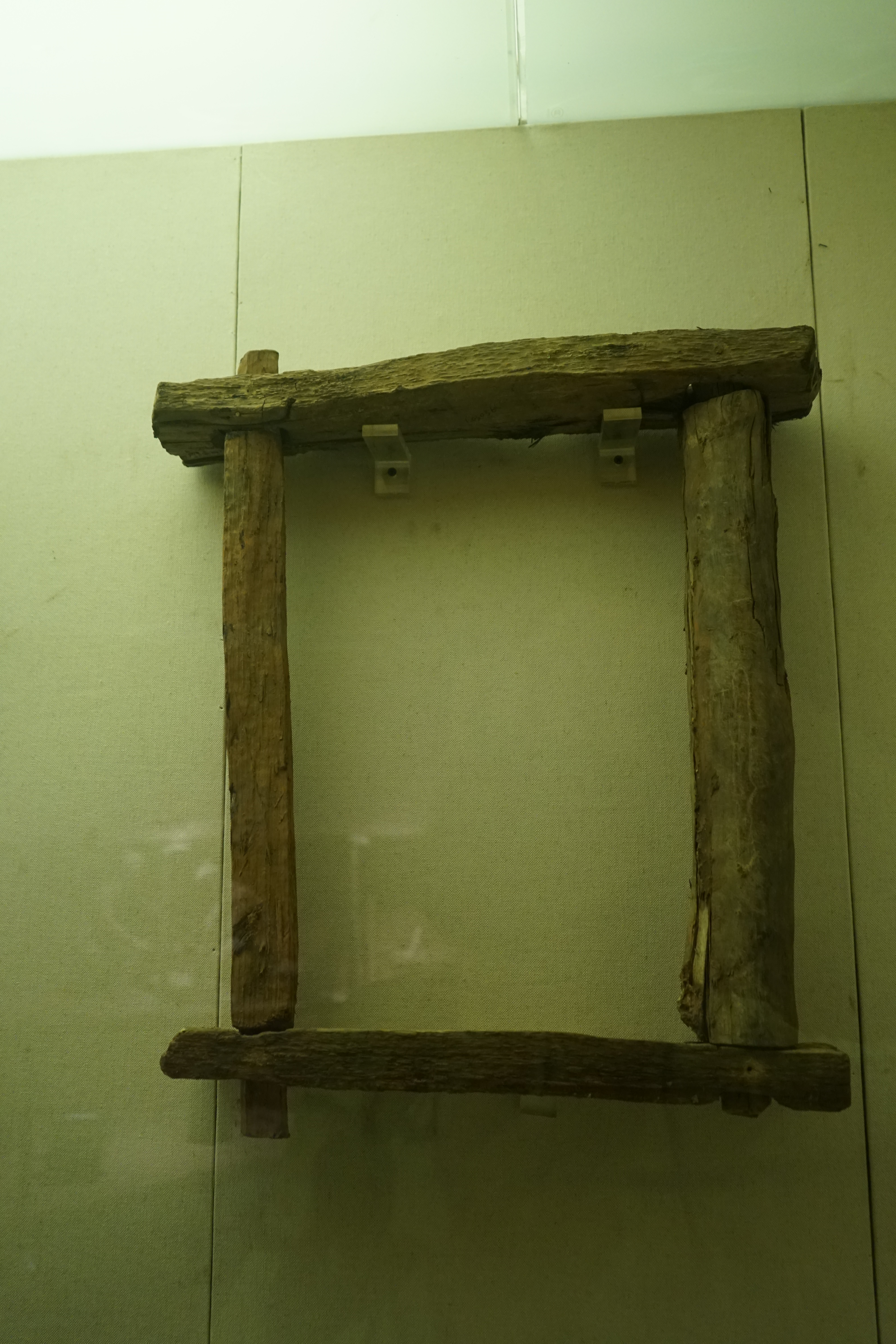
矿井中的木制框架，黄石市博物馆藏

### 第一阶段发掘
自1973年发现起至1985年，古铜矿进行了第一阶段的发掘。
1974年2月，古铜矿遗址的考古发掘正式开始。当时为配合矿场的正常生产作业，先期清理了两座矿井。:1352此后国家及省市各级考古队对遗址都有发掘活动。
遗址面积约250万平方米，经多次发掘清理出数百口竖井、斜井、盲井和百余条平巷，其中西周至春秋时期的矿井开采深度约为地下20—30米，战国至汉代的矿井开采深度约为地下40—50米，井巷断面约0.8米见方。同时发现8座春秋时期的炼铜竖炉。遗址出土有铜斧等生产、生活用具一千余件。
1982年3月至1985年，黄石市在辖境内开展文物普查工作，在大冶市境内发现了大箕铺古城及草王咀古城。经考古发掘调查认定后，如上的古文化遗址，都与同一时期铜绿山铜矿的开采、冶炼业关系密切。其中草王咀古城通过学界研究筑城形制与时代后认为，该城是管理含铜绿山在内的楚鄂东南地区各矿山采冶生产的机构所在地。:1352

### 第二阶段发掘
2011年，为了配合铜绿山国家考古遗址公园的建设，湖北省文物考古研究所开始对铜绿山古铜矿遗址区进行了第二阶段的发掘工作。
此后数年中，考古队在岩阴山脚遗址、四方塘遗址墓葬区以及卢家垴遗址等处进行了考古发掘，发现发掘出数量众多的生活生产工具及设施。其中2012年在岩阴山脚遗址发现的35枚矿工脚印，勿论是在数量及保存情况上，皆可在目前所发现的世界冶炼遗址中称最。2015年，四方塘遗址发现了多处矿场管理人员及工人墓葬，此是中国矿冶有关考古中首次发现的与矿冶遗址直接相关的墓地，并选入2015年度全国十大考古新发现。

## 保护

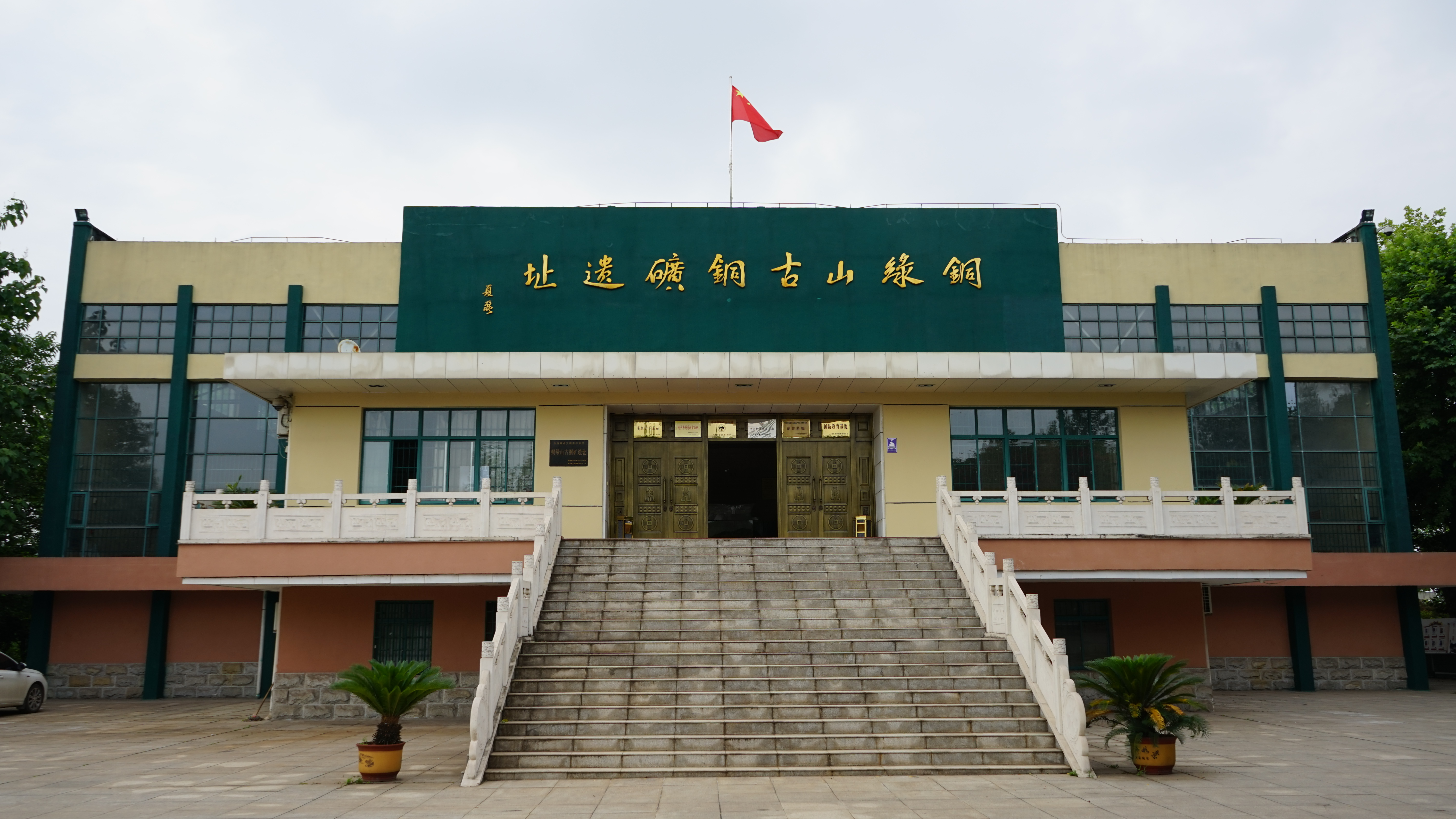
铜绿山古铜矿遗址博物馆，门额由夏鼐题字

1981年8月13日，冶金部和国家文物局正式批准筹建铜绿山古铜矿遗址博物馆。
起初，文物部门及铜绿山矿场方面就古矿井遗址的保护方式有分歧。由于规划保护的遗址区下部有矿产，为开发资源，矿场方建议将采矿遗迹分割并异地搬迁保护，但文物部门及专家学者认为此举在当时的技术条件下可能会对遗址造成破坏，且搬迁后丧失了原有的价值，因此初步决定在原地保护遗址。
铜绿山古铜矿遗址博物馆的主体建筑修建在矿井遗址之上，占地2046平方米，当时中国类似的先例仅有半坡博物馆以及秦始皇兵马俑博物馆。工程在1983年9月13日动工，11月底竣工，12月5日交付使用。除了馆舍建筑之外，还设立了遗址保护区计75475平方米。:13531991年，铜绿山矿场正式放弃开发遗址区的矿体，关于遗址保护方式的争论方才结束。
1994年，国家文物局将铜绿山古铜矿遗址列入《世界遗产预备清单》。2001年，古铜矿遗址被评为中国20世纪100项考古大发现之一。2005年，国土资源部正式将古铜矿遗址命名为国家矿山公园。随着第二阶段的考古活动开启，2012年10月22日古铜矿遗址第二次列入《中国世界文化遗产预备名单》。2018年11月15日，古铜矿遗址列入第二批国家工业遗产。
2023年6月9日，即古铜矿遗址发现50周年之际，铜绿山古铜矿遗址新馆正式开馆。2024年2月28日，铜绿山古铜矿遗址获评全国考古遗址保护展示十佳案例。
2024年3月16日，被湖北省人民政府确定为第三批湖北省文化遗址公园。

### 文物保护单位
1981年12月30日，以“铜绿山古矿冶遗址”的名义被湖北省人民政府列为第二批湖北省文物保护单位；1982年2月23日，以“铜录山古铜矿遗址”的名义被中华人民共和国国务院列为第二批全国重点文物保护单位:1352-1353。
其保护范围为：铜绿山矿区7号矿体的大岩阴山全部，即以规划批准的1981年修建的920米长的围墙为四周边界，总面积82.47亩。
其建设控制地带为：围墙以外30米处的整个地段。

## 研究
铜绿山古铜矿遗址的始采年代目前学界没有定论，有商代二里冈文化时期、商代晚期一说，亦有西周或东周时期一说。在第一阶段的发掘过程中，经碳十四测年等综合研究，铜绿山矿场的矿井年份集中在春秋战国时期至汉代，并有迹象表明存在着早于春秋时代的矿井；遗址区中还有春秋时代的炼铜炉；出土文物中有一段坑木距1982年3260±100年，采矿年代可追溯至商代晚期:1352。在第二阶段的发掘过程中，四方塘遗址发掘出了夏商墓葬。部分学者认为，经过第二阶段的发掘，能将铜绿山的采矿历史追溯至21世纪的4200年前。
铜绿山古铜矿位于湖北省，即旧楚国地域，商代至两周时期，古文献中便有楚地产铜的记载。铜绿山古铜矿的发掘昭示了此处正是春秋战国时代楚地一处重要的铜金属产地。
|                 | 夫楚有汝汉之金 |
| ——《管子·地数》 |                |

另外，湖北省博物馆曾利用元素对比法对同在湖北境内发现的曾侯乙编钟进行成分比对，认为铸造编钟的铜矿极有可能来自于铜绿山矿。2023年4月13日，为配合铜绿山古铜矿遗址新馆的建设，馆方向湖北省博物馆复制了一套曾侯乙编钟放置于博物馆中。
目前学界认为，铜绿山古铜矿遗址是中华人民共和国境内目前已发现的古矿遗址中，连续生产时间最长、矿产开采规模最大、文化内涵最丰富、遗迹遗物保存最完整、采冶技术水平最高的一处遗址。